# Saint-Sulpice-de-Pommeray
 Saint-Sulpice-de-Pommeray  es una población y comuna francesa, en la región de Centro, departamento de Loir y Cher, en el distrito de Blois y cantón de Blois-5.

## Demografía
| 337 | 443 | 989 | 1308 | 1452 | 1876 |
| Para los censos de 1962 a 1999 la población legal corresponde a la población sin duplicidades (Fuente: INSEE [Consultar]) |     |     |      |      |      |